# دکامتیل‌سیکلوپنتاسیلوکسان
دکامتیل‌سیکلوپنتاسیلوکسان (به انگلیسی: Decamethylcyclopentasiloxane) یک ترکیب شیمیایی با شناسه پاب‌کم ۱۰۹۱۳ است. شکل ظاهری این ترکیب، مایع بی‌رنگ است.